# Pietra dell'Uso
Pietra dell'Uso è una piccola frazione di Sogliano al Rubicone in provincia di Forlì-Cesena, inizialmente chiamata Pietra dei Bizinghi (dal latino Castrum Petræ Bizingorum), alterato poi in Pietra Picingoro.

## Storia
Il paese prese il nome dalla famiglia dei Bizinghi che possedeva (e forse costruì) il castello prima del 1102, anno in cui risultava appartenere a Rinaldo dei Bizinghi. In seguito passò alla Santa Sede e all'abbazia di Monte dei Tiffi. Tornato alla Santa Sede, nel 1480 fu concesso da papa Sisto V a Giovanni Guidi di Bagno.
Nella prima metà del XIV secolo Montetiffi e Pietra dell'Uso furono uniti a Montebello sotto la giurisdizione dei signori Guidi di Bagno.
Nel 1557 Giacomo Malatesta, primo marchese di Roncofreddo, conte di Montiano, Montecodruzzo e Ciola Araldi, tolse il marchesato di Montebello e dei territori annessi ai Guidi, su ordine del pontefice Paolo IV e lo concesse al fratello di quest'ultimo Antonio Caraffa.

## Monumenti e luoghi d'interesse
Sulla sommità del sasso, tra poche casupole ed una chiesa abbarbicate sulla roccia, sono ancora visibili le tracce della cinta muraria del castello. Il castello sorgeva sull'aguzzo sasso chiamato Pietra dell'Uso, che si erge al centro di una piccola conca costituita dalla biforcazione del fiume Uso.  
La chiesa, che attualmente si può scorgere sulla roccia di Pietra dell'Uso, dopo essere stata per anni di proprietà della Curia è stata sconsacrata e venduta al comune di Sogliano al Rubicone affinché procedesse al restauro conservativo dell'immobile. Attualmente non è visitabile. 